# Microdevario gatesi
Microdevario gatesi är en fiskart som först beskrevs av Herre, 1939.  Microdevario gatesi ingår i släktet Microdevario och familjen karpfiskar. IUCN kategoriserar arten globalt som livskraftig. Inga underarter finns listade i Catalogue of Life.